# Oswald Zappelli
Oswald Zappelli, né le 27 octobre 1913 à Lausanne et mort le 3 avril 1968 dans la même ville, est un escrimeur suisse.
Il a remporté une médaille d'argent à l'épée individuelle aux Jeux de Londres de 1948 et deux médailles de bronze aux Jeux d'Helsinki de 1952, dans la même arme, en individuel et par équipe.

## Jeux olympiques
En 1948, tout comme en 1952, Zappelli complète le podium aux côtés de deux escrimeurs italiens. En 1948, il est le principal trouble-fête pour les Italiens, qui ont placé trois de leurs représentants dans la poule finale de dix tireurs. Zappelli domine Carlo Agostini et surtout Edoardo Mangiarotti en match régulier, et gagne de nouveau contre Mangiarotti en barrage pour la médaille d'argent. En revanche, il subit la loi du remplaçant italien Luigi Cantone, repêché pour l'épreuve individuelle à la suite du forfait de Dario Mangiarotti, qui devient champion olympique. En 1952, les frères Mangiarotti réalisent le doublé. Zappelli domine, pour la médaille de bronze, le tireur luxembourgeois Léon Buck. Lors de l'épreuve par équipes, c'est encore aux dépens du Luxembourg que la Suisse s'empare de la médaille de bronze. Leur victoire (8-4) contre l'équipe du Grand Duché leur assure la médaille malgré deux défaites contre l'Italie (12-4) et la Suède (8-6).

## Palmarès
- Jeux olympiques
  -  Médaille d'argent aux Jeux olympiques de 1948 à Londres
  -  Médaille de bronze aux Jeux olympiques de 1952 à Helsinki
  -  Médaille de bronze par équipes aux Jeux olympiques de 1952 à Helsinki